# Alter Garnisonfriedhof
Der Alte Garnisonfriedhof ist ein denkmalgeschützter ehemaliger Friedhof im Berliner Stadtteil Mitte. Er liegt in der Nähe des U-Bahnhofs Rosenthaler Platz an der Kleinen Rosenthaler Straße, Ecke Linienstraße, und beherbergt mehrere erhaltenswerte Grabmäler vorwiegend aus dem 19. Jahrhundert, darunter Gräber einiger bis heute bekannter Persönlichkeiten vor allem aus der preußischen Militärgeschichte.

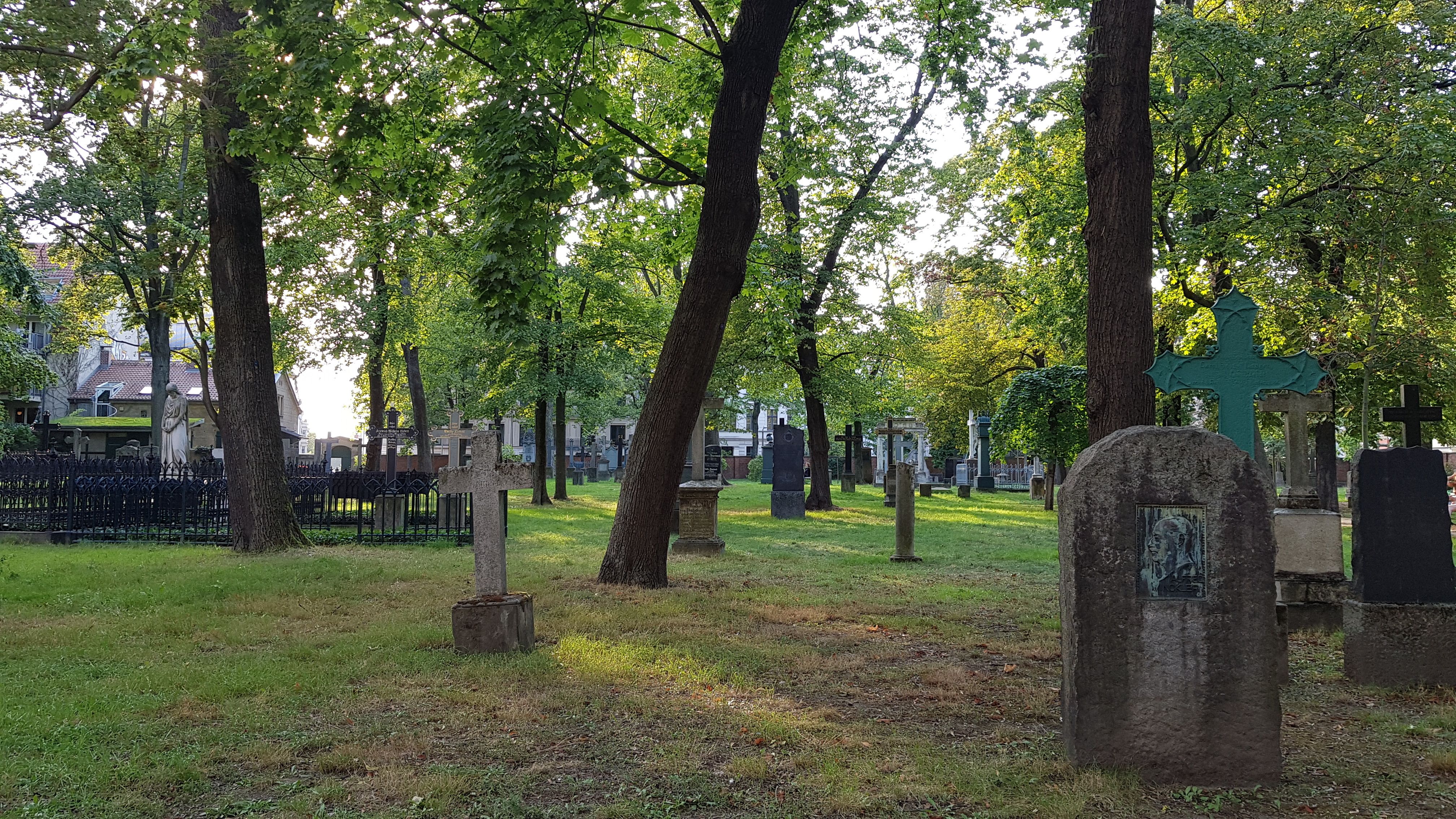
Ansicht des Friedhofs – Gräberfeld (2020)

## Geschichte
Der Alte Garnisonfriedhof zählt zu den ältesten noch erhaltenen Begräbnisstätten Berlins. Er wurde um 1706 gegründet, wobei die genauen Zeitangaben hierzu nicht überliefert sind. Damals erhielt die schon 1655 gegründete evangelische Garnisongemeinde Berlins auf Anweisung des Königs Friedrich I. für die Bestattung ihrer Toten ein Grundstück am damaligen Stadtrand, zwischen dem Rosenthaler und dem Schönhauser Tor. Dieses Grundstück war wesentlich größer als der heute erhaltene Friedhof, da er auch das Gelände östlich der heutigen Gormannstraße beinhaltete. Dieser längst bebaute östliche Teil war für Bestattungen von Soldaten bestimmt, während der westliche Teil an der Kleinen Rosenthaler Straße vornehmlich als Begräbnisstätte für Offiziere des preußisch-deutschen Heeres genutzt wurde. Ebenfalls Anfang des 18. Jahrhunderts wurde in der Nähe des Friedhofs die Kirche der Garnisongemeinde errichtet. 1722 wurde sie wiederaufgebaut, nachdem sie bei einer Explosion des Berliner Pulverturmes zerstört worden war; die Zahl 1722 am Eingangsportal des Garnisonfriedhofs weist bis heute auf das Jahr ihrer Einweihung hin.

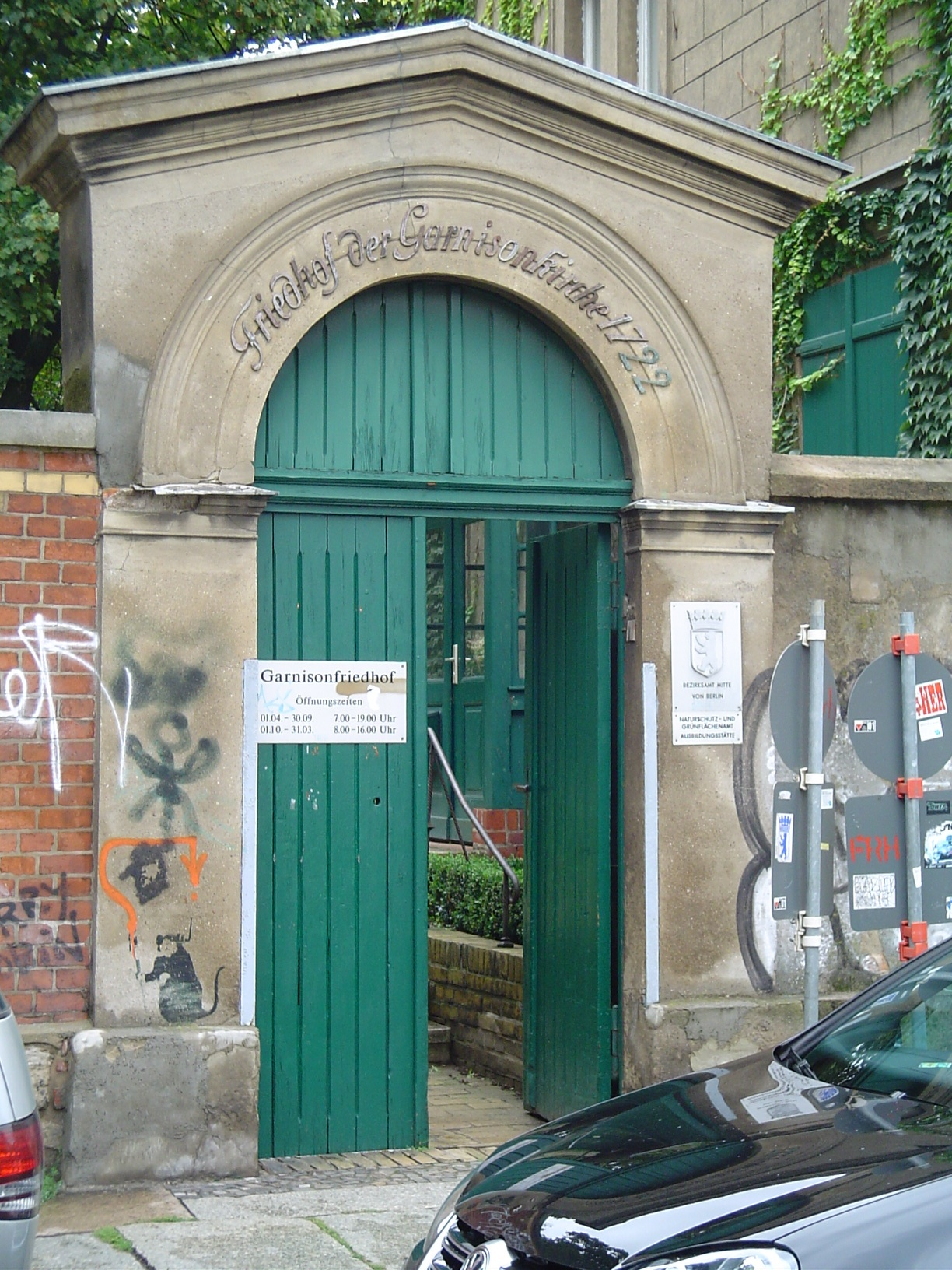
Eingangstor des Friedhofs

Anfangs waren die Begräbnisplätze auf beiden Teilen des Kirchhofs nur den im Stadtinnern einquartierten Regimentern vorbehalten, erst ab 1804 wurden hier die Verstorbenen aller in Berlin stationierten Regimenter beigesetzt. Die beiden Friedhofsteile unterschieden sich sowohl in ihrer Größe als auch in ihrer Ausstattung; der größere Soldatenfriedhof, zu jener Zeit als Gemeinenfriedhof bezeichnet, war nur durch einen Bretterzaun eingefriedet und bestand vorwiegend aus einheitlichen Reihengräbern, während der als Offiziersfriedhof bezeichnete westliche Teil von Anfang an mit einer festen Mauer umgeben war und fast ausschließlich Erbbegräbnisse beherbergte. Das bis heute erhaltene Verwaltungsgebäude aus dem 19. Jahrhundert wurde auf dem Gelände des Offiziersfriedhofs errichtet.
Nach dem Erlass des Preußischen Landrechtes im Jahr 1794 bemühte sich die Berliner Polizeiverwaltung, die beiden Friedhofsteile von ihrem bisherigen Standort in die Außenbezirke zu verlegen. Dabei wurde der zuständigen Militärverwaltung die Verwahrlosung der Friedhöfe, insbesondere des Soldatenteils, vorgeworfen. Daraufhin führte die Militärverwaltung Erneuerungsmaßnahmen für die Friedhöfe durch: So wurde der Zaun des Soldatenfriedhofs ausgewechselt sowie neue Rasenflächen und ein Brunnen angelegt. Die Schließungs- und Verlegungspläne wurden daraufhin gestoppt, wenngleich nicht endgültig verworfen. Die vorgenommenen Pflegemaßnahmen sowie der Umstand, dass das neue Preußische Landrecht Gruftbestattungen in Kirchen verbot, wertete den Garnisonfriedhof ab Anfang des 19. Jahrhunderts auf, denn von da an ließen sich dort, genauer auf dem Offiziersteil, auch ranghöchste Militärangehörige bestatten. Der zuvor eher ein Schattendasein führende Friedhof entwickelte sich dadurch zu einer vornehmen Begräbnisstätte. Der Großteil der bis heute erhaltenen Grabstätten stammt aus der ersten Hälfte des 19. Jahrhunderts.

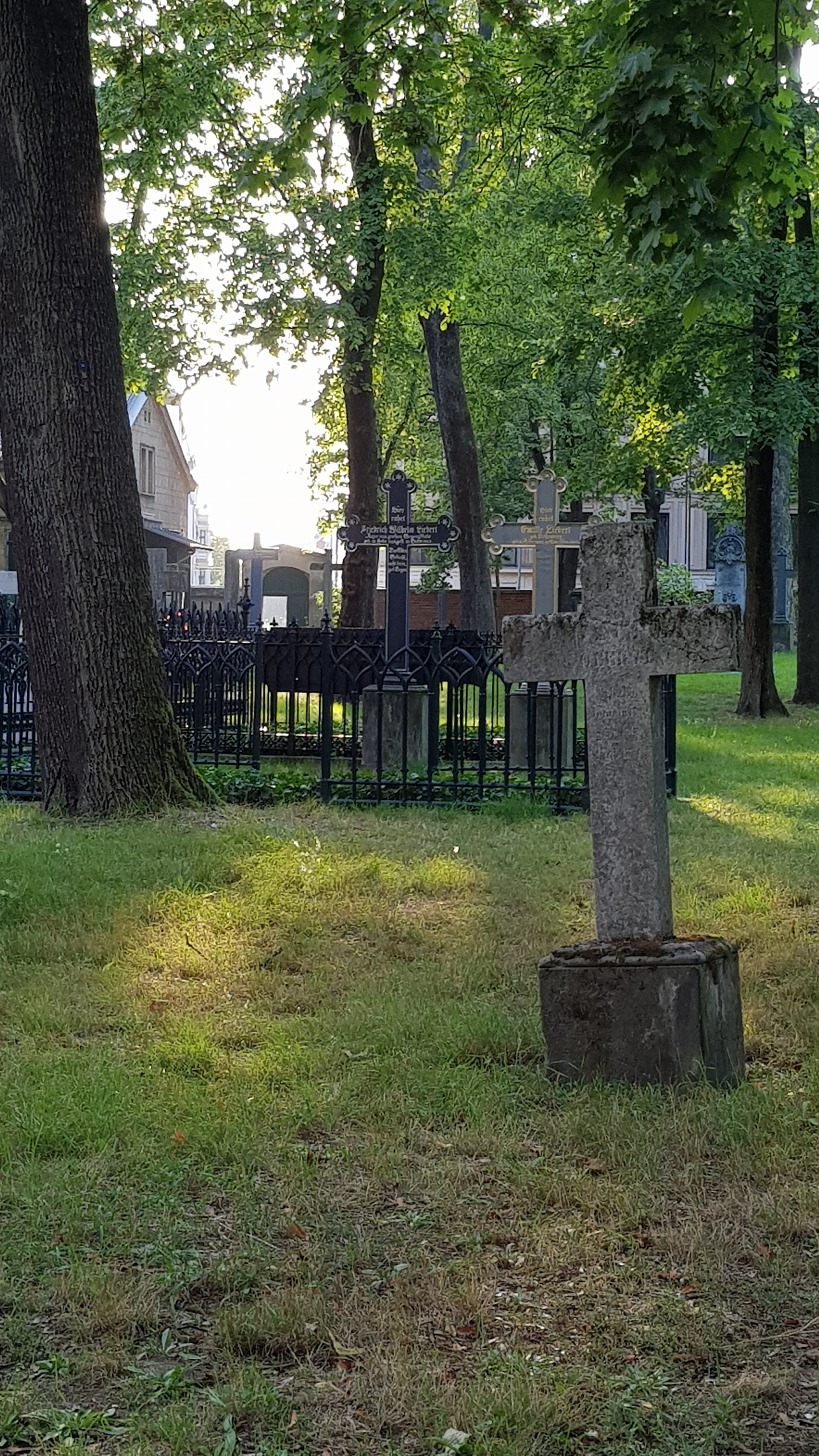
Ansicht des Friedhofs – Gräberfeld und Eingang (2020)

1854 ordnete das Kriegsministerium an, die Verstorbenen des Garnisonlazarettes nicht mehr auf dem alten Garnisonfriedhof, sondern auf dem Invalidenfriedhof zu bestatten. Zusätzlich wurden in den Folgejahren in den Außenbezirken Berlins zwei neue Militärfriedhöfe angelegt, darunter 1861 der Neue Garnisonfriedhof in der Hasenheide sowie ein weiterer Friedhof im Wedding. Der nunmehr nicht benötigte, zunehmend vollbelegte Gemeinenfriedhof östlich der Gormannstraße wurde 1867 für Bestattungen geschlossen und zehn Jahre später zu einem Park umgestaltet, während der Offiziersfriedhof weiterhin Verstorbene aufnahm. Der ehemalige Soldatenfriedhof bestand noch bis 1900, als die Garnisongemeinde das Gelände verkaufte, von dem zuvor ein Teil der Verstorbenen auf den Offiziersfriedhof umgebettet wurde. In den Folgejahren wurde das Gelände vollständig bebaut. Bei Bauarbeiten zum Schließen durch Kriegsschäden entstandener Baulücken wurden ab dem Jahr 2004 verschiedentlich Überreste Verstorbener durch Archäologen geborgen. Die Gebeine von etwa 300 Toten wurden Ende 2008 im Garnisongrab auf dem Südwestkirchhof Stahnsdorf beigesetzt.
Während bis Anfang des 20. Jahrhunderts sämtliche Friedhöfe in der Berliner Innenstadt für Bestattungen geschlossen und teilweise in Außenbezirke verlegt worden waren, bestand der Offiziersfriedhof an der Kleinen Rosenthaler Straße aufgrund der Bemühungen des Militärgouverneurs weiter. Noch bis 1945 wurden hier regelmäßig Bestattungen durchgeführt. In der Zeit des Zweiten Weltkrieges wurde der Offiziersfriedhof auch für Bestattungen von Kriegstoten, teilweise in Massengräbern, genutzt. Erst am 30. April 1951 erfolgte die Schließung des Friedhofs, wobei in bestehenden Familiengräbern noch beerdigt werden durfte. Die endgültig letzte Beisetzung auf dem Garnisonfriedhof erfolgte im Jahr 1961. Bereits Anfang der 1950er Jahre wurden mehrere, zum Teil erhaltenswerte Grabsteine und -kreuze abgeräumt. Zudem wurden die Reste der im Krieg zerstörten Garnisonkirche abgetragen; diese wurde bis heute nicht wiederaufgebaut.
Nach der letzten Beisetzung ging der zuvor militärisch verwaltete Garnisonfriedhof in die Zuständigkeit des Ost-Berliner Magistrats über. Da der ehemalige Friedhof im Laufe der Zeit zunehmend verwahrloste, erwog man Ende der 70er Jahre dessen vollständige Auflösung. Aufgrund der zahlreichen historisch wertvollen Grabbauwerke beschloss man jedoch auf Bestehen des Institutes für Denkmalpflege und des Kulturbundes der DDR die Beibehaltung des Friedhofs als öffentliche Parkanlage. Die nachfolgend vorgenommene Umgestaltung der ehemaligen Begräbnisstätte verschonte nur 180 von ursprünglich insgesamt 489 Grabmälern, auch Gräber mehrerer bekannter Personen wurden eingeebnet. Auch wurde das ursprüngliche Wegenetz komplett aufgelöst und die meisten Grabfelder durch Rasenflächen ersetzt. Die Anlage steht seit ihrer Umgestaltung unter Denkmalschutz.
Nach der Wiedervereinigung ging die Verwaltung des Friedhofs an das Naturschutz- und Grünflächenamt des Bezirks Mitte über. Auch entstanden zahlreiche Initiativen zur Erhaltung und Pflege der Anlage, darunter der Förderverein Alter Berliner Garnisonfriedhof e. V.

## Sehenswerte Denkmale
Während kein einziges Grab mehr aus der Gründungszeit des Garnisonfriedhofs erhalten geblieben ist, kann man auf dem Friedhof bis heute mehrere Dutzend Grabstätten aus dem 19. und dem frühen 20. Jahrhundert sehen, die zu bedeutenden Baudenkmalen ihrer Zeit gehören.

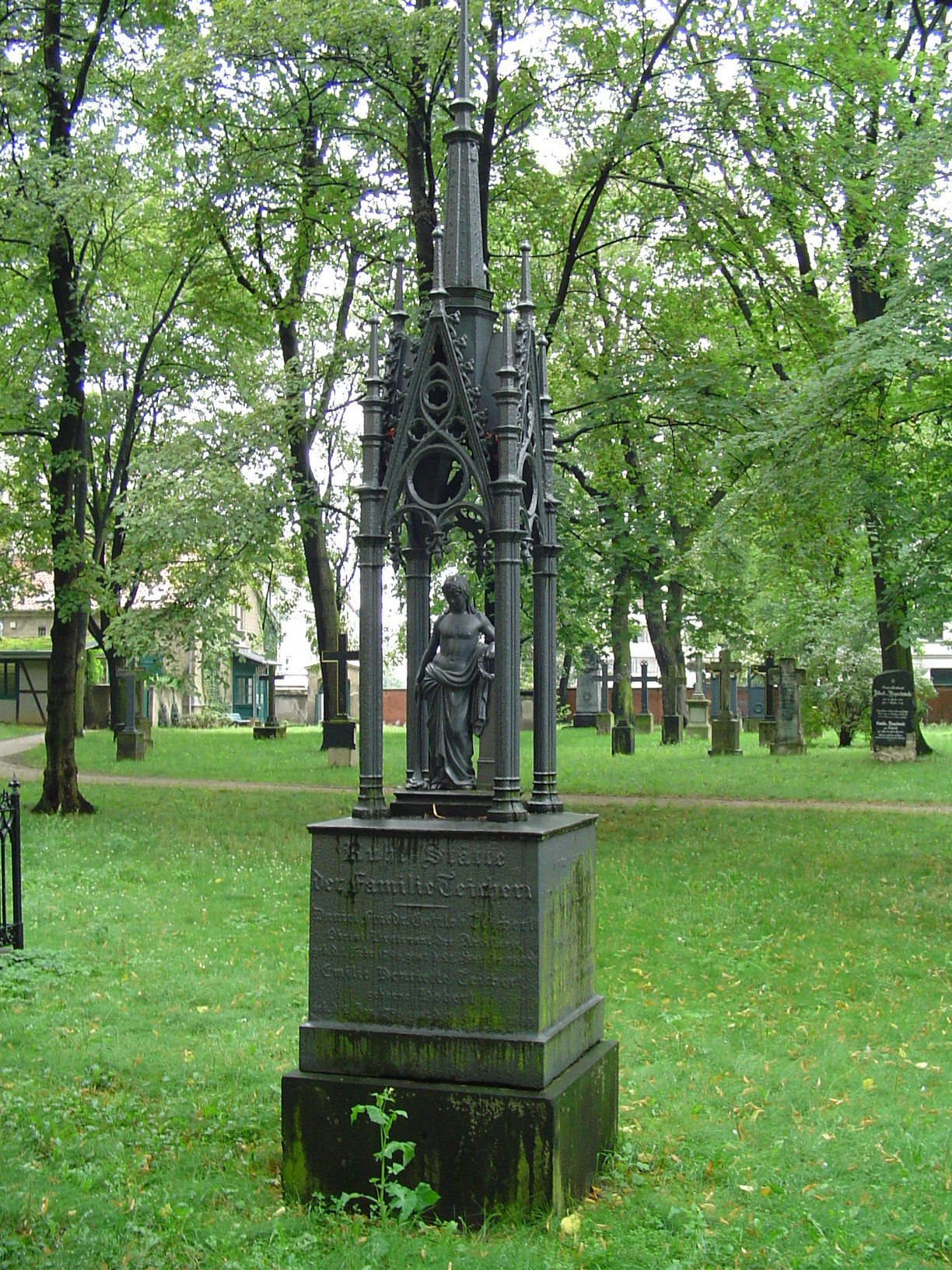
Eine gusseiserne Fiale, neogotisches Tabernakel der Familie des Offiziers Daniel Friedrich Gottlob Teichert

Besonders auffällig und für den Garnisonfriedhof charakteristisch ist die Vielzahl gusseiserner Kreuze, die vornehmlich aus der ersten Hälfte des 19. Jahrhunderts stammen und vom hohen technischen und künstlerischen Anspruch des damaligen Berliner Eisenkunstgusses zeugen. Die Dünnflüssigkeit der dabei verwendeten Gusslegierung auf der Basis von Raseneisenstein ermöglichte feine Details und klare Schriftzüge, die bis heute lesbar sind. Aus Gusseisen gemacht sind insgesamt rund 20 Kreuze auf dem Garnisonkirchhof, aber auch einige andere Grabbauwerke, wie etwa die Stele am Grab Ludwig von Brauchitschs mit einer Victoria-Figur oder auch das neugotische Tabernakel vom Grabmal des Offiziers Daniel Friedrich Gottlob Teichert.
Darüber hinaus beherbergt der Friedhof etliche markante Beispiele der Sepulkralarchitektur aus der Zeit der Romantik, der Neugotik sowie des Jugendstils. Auch namhafte Künstler haben auf dem Kirchhof ihre Spuren hinterlassen. Zu nennen ist vor allem Karl Friedrich Schinkel, der das Grabmal für den Generalleutnant Carl Friedrich von Holtzendorff gestaltete, eine rote Granitstele mit einem flachgiebeligen Aufsatz und einem Bronzerelief. Auch der Entwurf des von Ludwig Wilhelm Wichmann ausgeführten, oben bereits erwähnten Grabmals Teichert wird Schinkel zugeschrieben. Zu den bekanntesten Gräbern hier zählt auch das Lützow-Grab, das immer noch von einem Grabgitter umgeben ist, – die meisten alten Gitter waren im Zuge der Umgestaltungsmaßnahmen entfernt worden. Das von August Soller entworfene Grabmal Tippelskirch ist das einzige Zinkgussgrabmal auf dem Garnisonfriedhof. Ein Beispiel des Jugendstils ist die lebensgroße trauernde Gestalt auf der Grabstelle Malcomess.

## Gräber bekannter Persönlichkeiten

Grab von Carl Andreas von Boguslawski

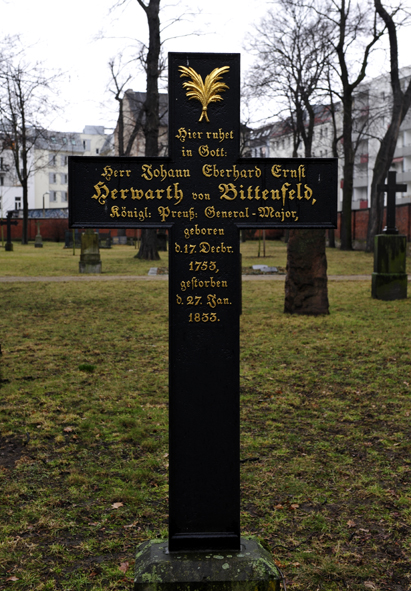
Grab von Eberhard Herwarth von Bittenfeld dem Älteren

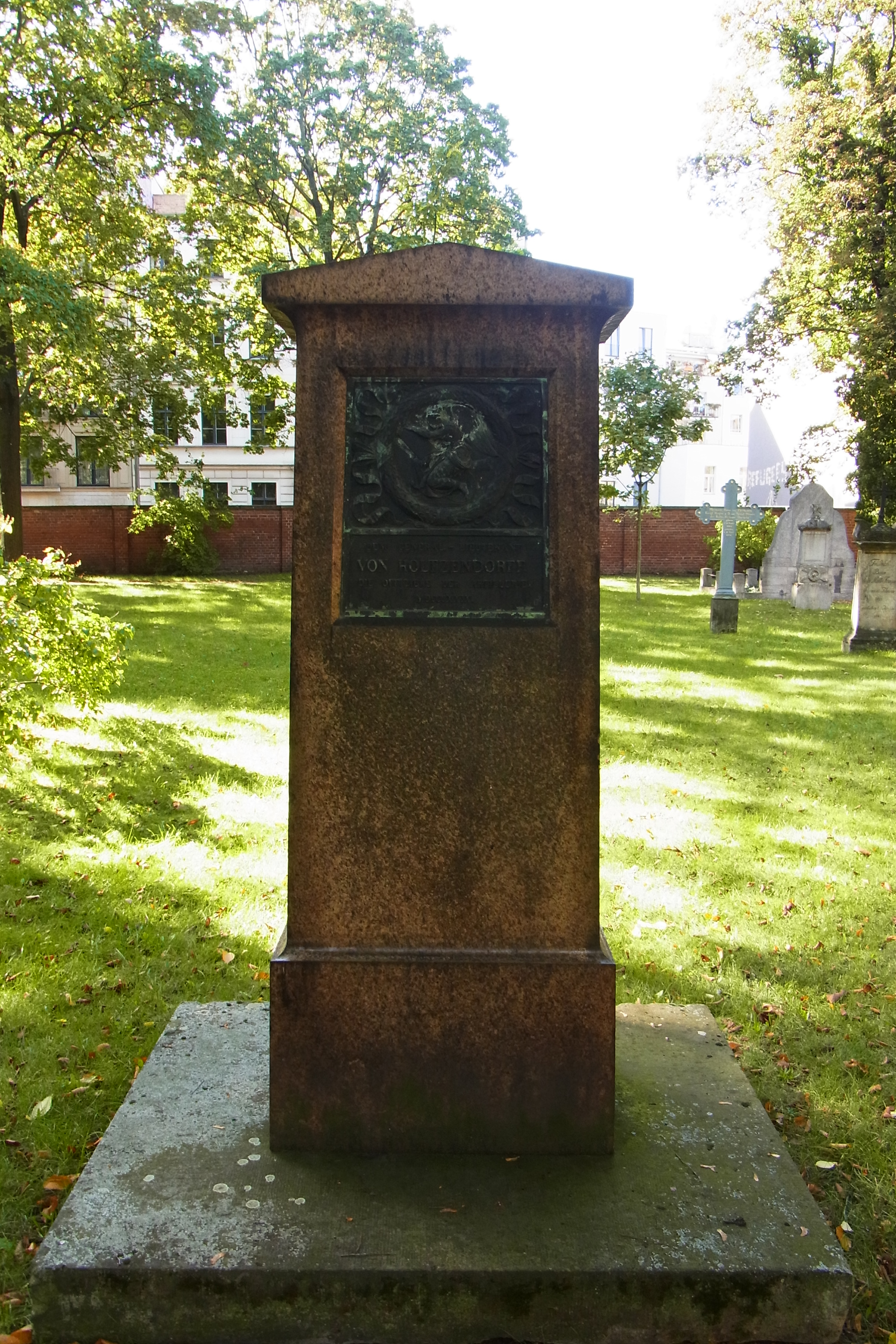
Grab von Karl Friedrich von Holtzendorff

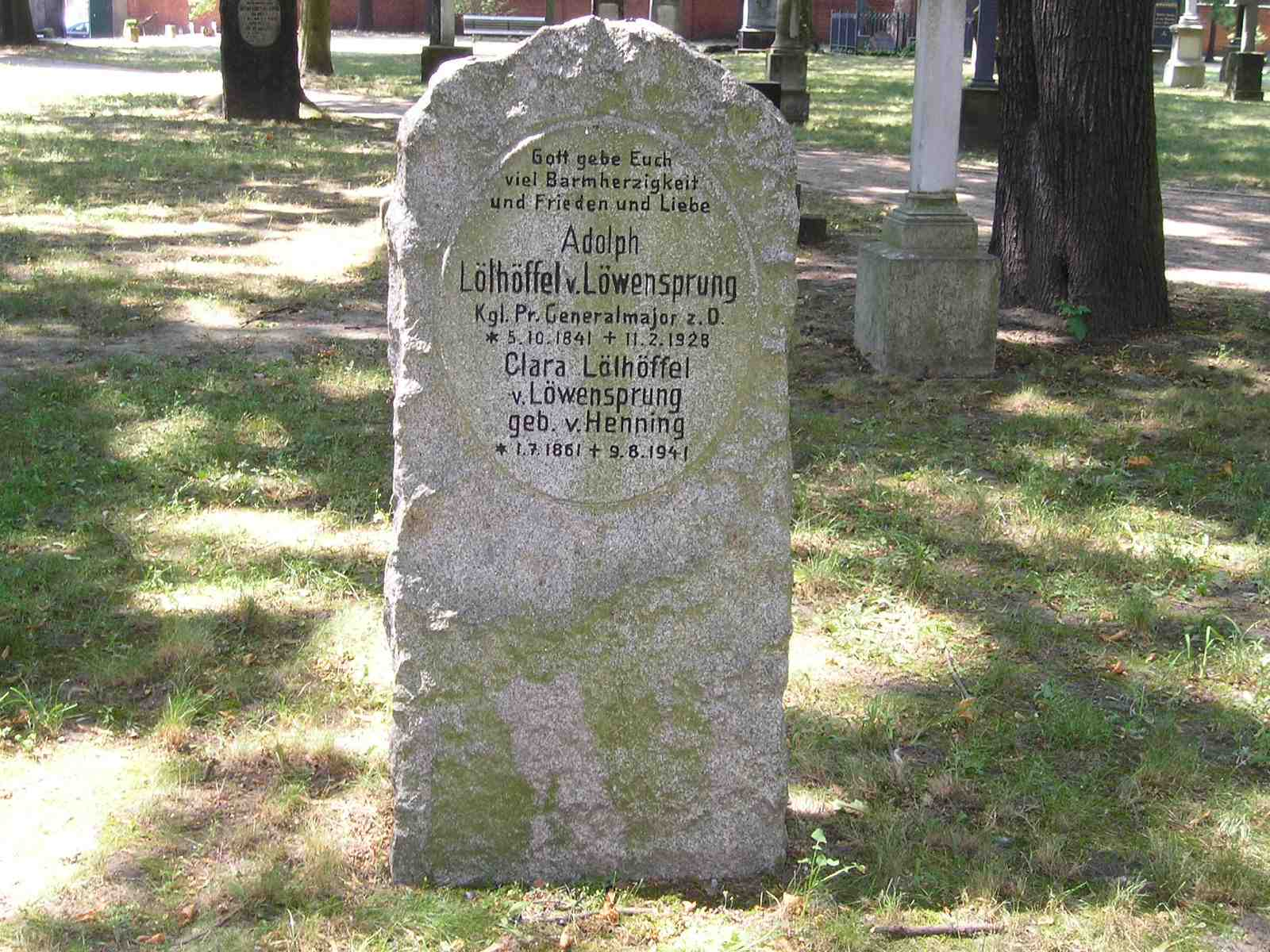
Grab von Adolf Lölhöffel von Löwensprung

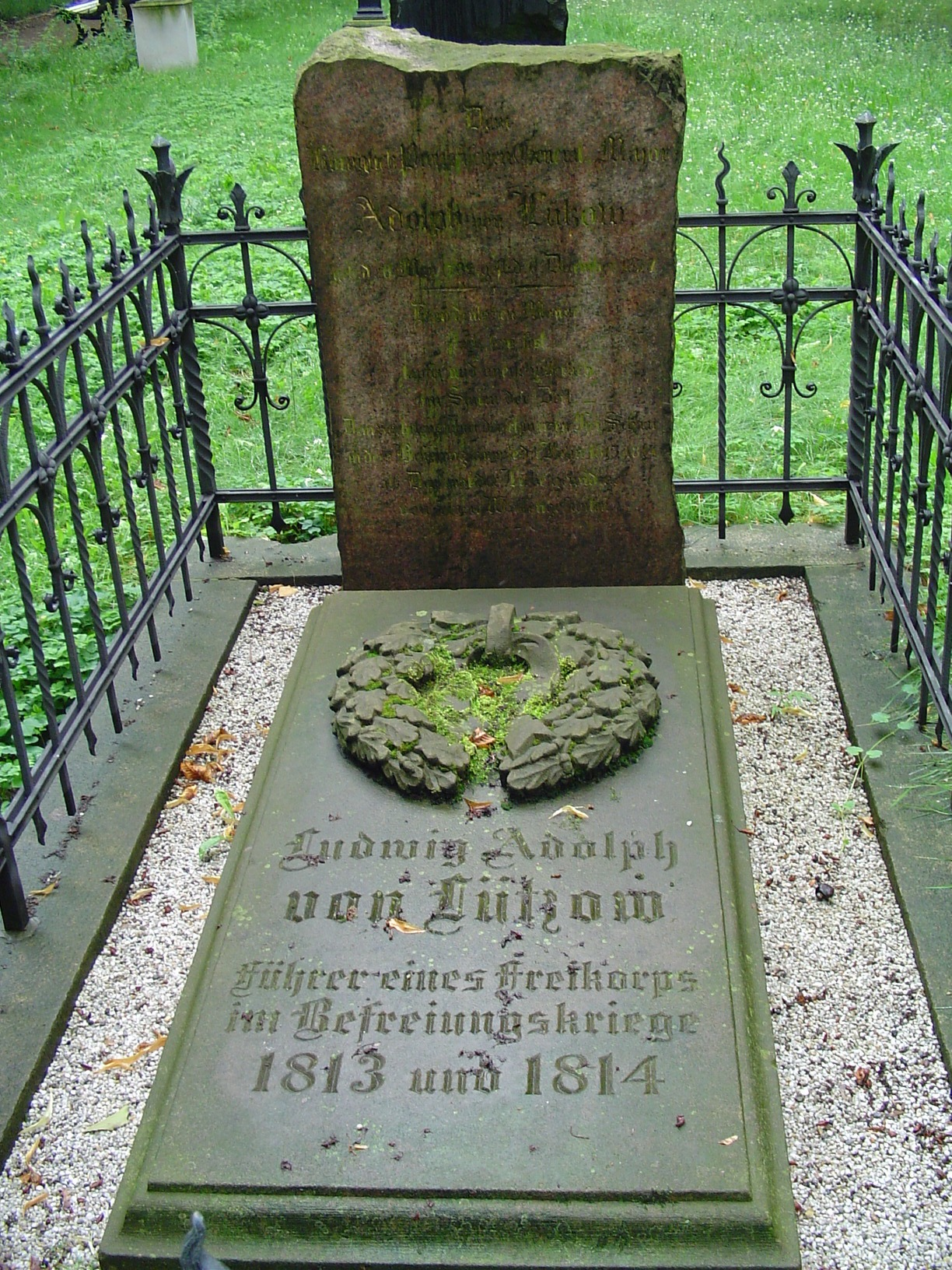
Grab von Ludwig Adolf von Lützow

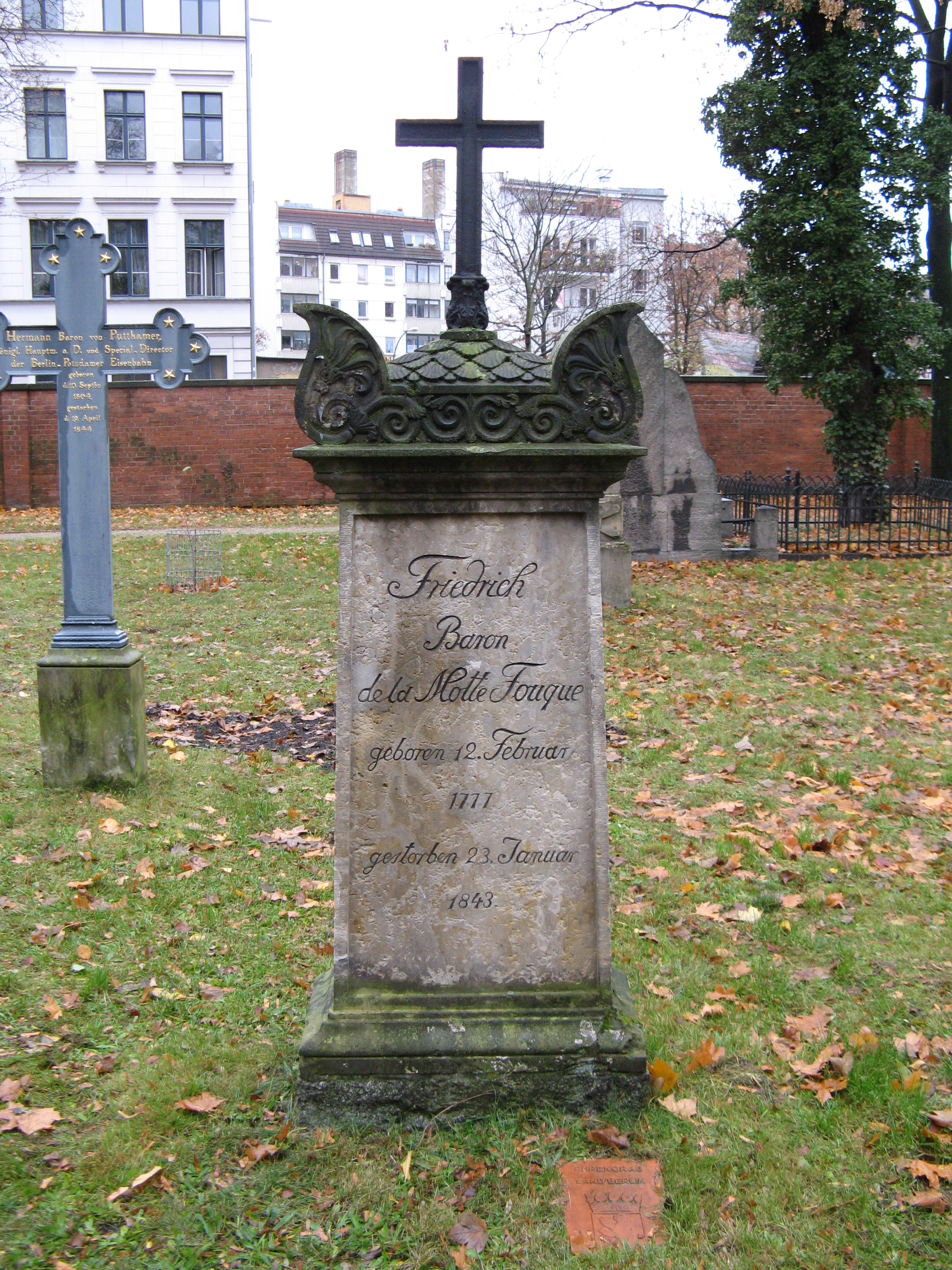
Grab von Friedrich de la Motte Fouqué

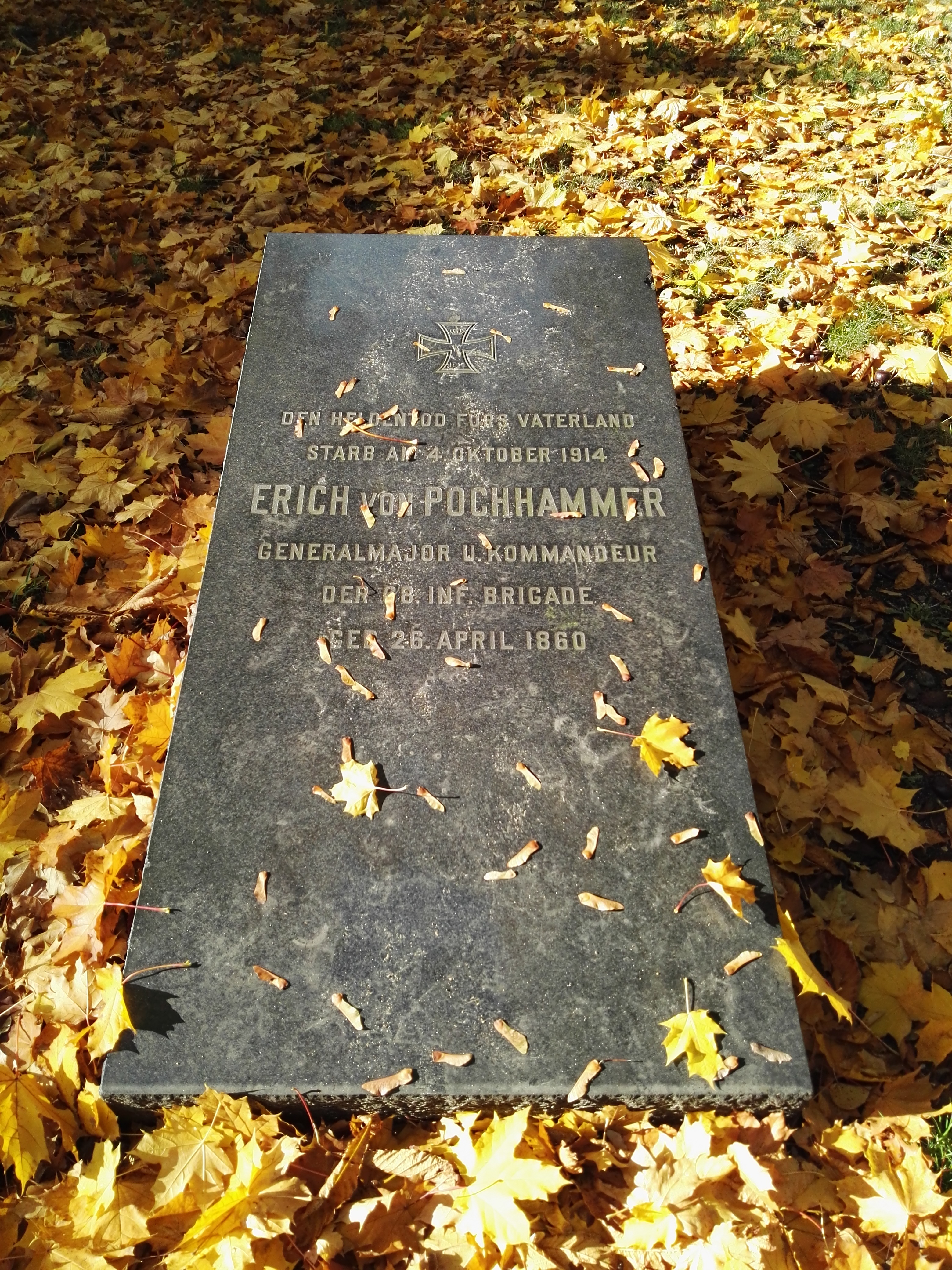
Grab von Erich von Pochhammer

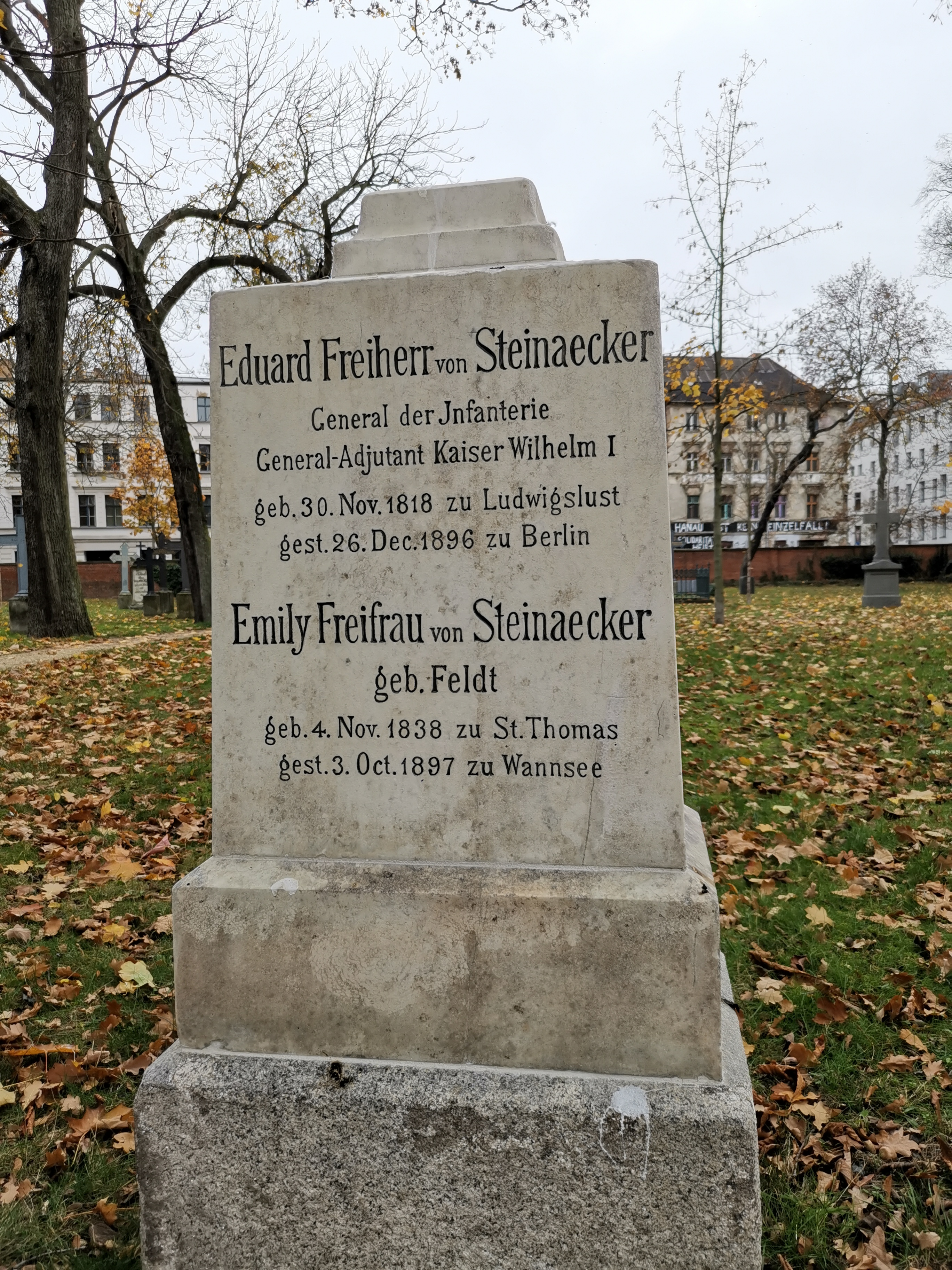
Grab von Eduard von Steinaecker

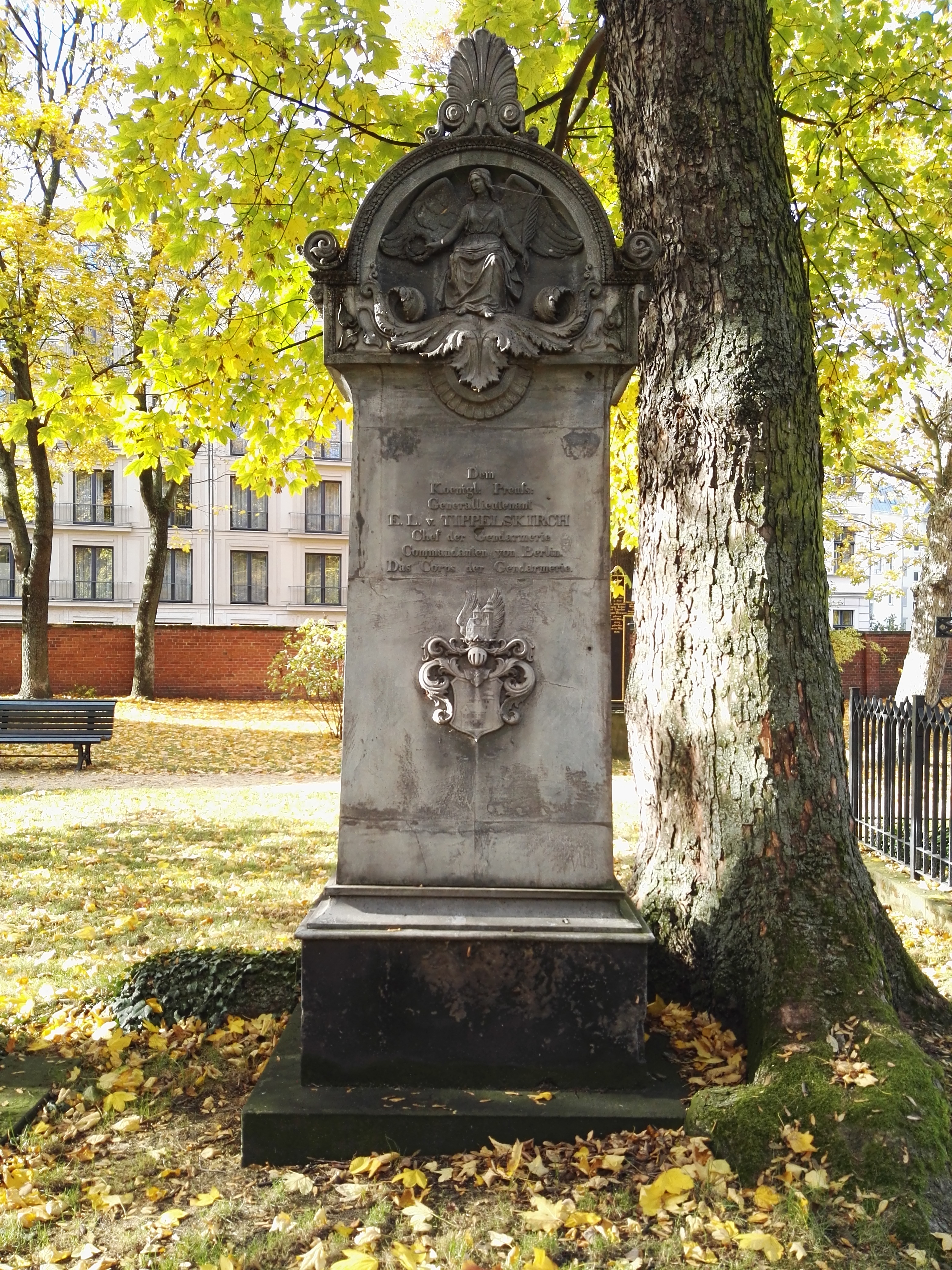
Grab von Ernst Ludwig von Tippelskirch

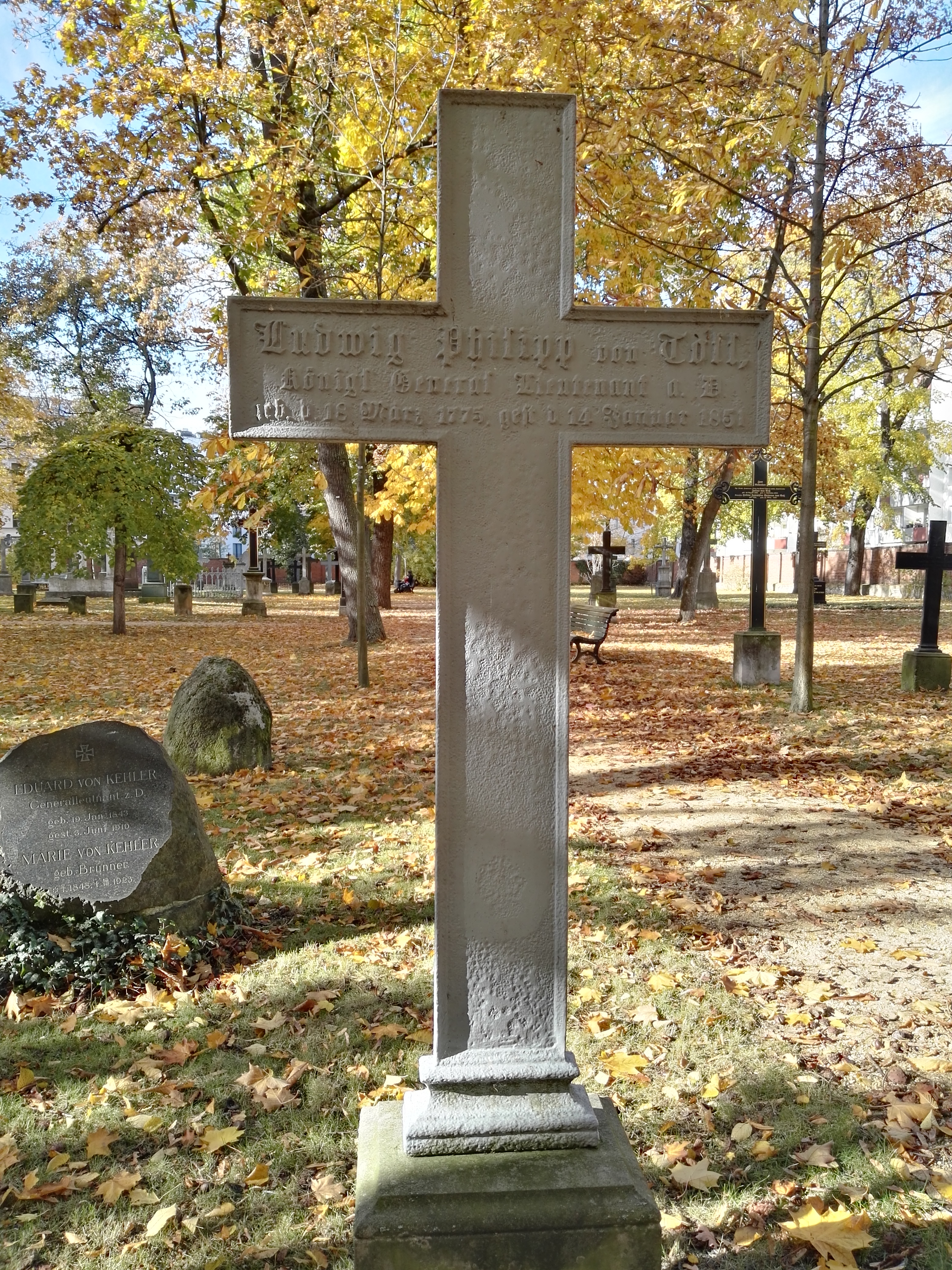
Grab von Ludwig Ernst Philipp von Toll

Unter den zahlreichen ranghohen Militärs, die vor allem im 19. Jahrhundert auf dem Alten Garnisonfriedhof beigesetzt wurden, sind auch viele bekannte Namen aus der deutschen Militärgeschichte zu finden. Auch einige prominente Persönlichkeiten aus Kultur und Wissenschaft liegen hier begraben. Zu den bekanntesten Personen, die auf dem Garnisonfriedhof ihre letzte Ruhe gefunden haben, zählen die folgenden:

### Erhaltene oder restituierte Grabstätten
- Franz Heinrich von Barfuß (1740–1796), Major (ältestes erhaltenes Grab)[2]
- Karl Heinrich Stephan von Block (1781–1839), Generalleutnant
- Albert von Boguslawski (1834–1905), Generalleutnant
- Carl Andreas von Boguslawski (1758–1817), Generalmajor
- Ludwig von Borstell (1773–1844), General der Kavallerie (Restitutionsstein, Ehrengrab)
- Ludwig Matthias Nathanael Gottlieb von Brauchitsch (1757–1827), Gouverneur von Berlin (Ehrengrab)
- Johann Carl Ludwig Braun (1771–1835), Generalleutnant, Generalinspekteur der Berliner Geschütz- und Waffenfabriken
- Gustav von Carisien (1786–1861), Generalmajor
- Wilhelm Benedikt von Clausewitz (1773–1849), Generalleutnant, Leiter des preußischen Invalidenwesens
- Karl August Hugo Clausius (1808–1873), Generalmajor
- Peter von Colomb (1775–1854), General der Kavallerie
- Heinrich von Diest (1785–1847), Generalleutnant, Generalinspekteur der Artillerie
- Ferdinand von Fidler (1791–1874), Generalleutnant
- Johann Friedrich Friedel (1722–1793), Architekt, Baubeamter
- Emil Frommel (1828–1896), Theologe, Schriftsteller
- Carl Friedrich Ludwig von Gontard (1764–1839), Oberstleutnant (Ehrengrab)
- Eberhard Herwarth von Bittenfeld der Ältere (1753–1833), Generalmajor
- Karl Friedrich von Holtzendorff (1764–1828), Generalleutnant
- Karl Friedrich von dem Knesebeck (1768–1848), Generalfeldmarschall (Ehrengrab)
- Eduard von Kehler (1843–1910), Generalleutnant
- Friedrich von Lingelsheim (1755–1835), Generalmajor, Chef der Berliner Kadettenanstalt
- Karl Georg von Loebell (1777–1841), Generalleutnant, Stadtkommandant von Berlin
- Johann Karl Jacob Lohmeyer (1777–1852), Militärarzt, Chef des preußischen Militärmedizinalwesens
- Adolf Lölhöffel von Löwensprung (1841–1928), Generalmajor
- Otto Lubarsch (1860–1933), Pathologe, Hochschullehrer
- Ludwig Adolf Wilhelm von Lützow (1782–1834), Generalmajor, Führer des Lützowschen Freikorps (Ehrengrab)
- Gustav Maentell (1821–1907), Generalleutnant
- Heinrich Menu von Minutoli (1772–1846), Generalleutnant, Ägyptologe, Forschungsreisender, Prinzenerzieher (Restitutionsstein)
- Gottlieb Sigismund Karl Miesitschek von Wischkau (1745–1810), Generalmajor
- Friedrich de la Motte Fouqué (1777–1843), Major, Dichter (Ehrengrab)
- August Wilhelm von Neumann-Cosel (1786–1865), General, Chef des Militärkabinetts
- Karl Ludwig von Oppeln-Bronikowski (1766–1842), Generalleutnant, Kommandant von Erfurt
- Werner von der Osten-Sacken (1821–1889), Generalleutnant
- Max Plüddemann (1846–1910), Konteradmiral, Autor
- Erich von Pochhammer (1860–1914), Generalmajor
- Eduard von Steinaecker (1818–1896), General der Infanterie
- Ferdinand von Stülpnagel (1813–1885), General der Infanterie, Domherr von Brandenburg
- Ferdinand von Stülpnagel (1842–1912), Generalleutnant
- Daniel Friedrich Gottlob Teichert (1796–1853), Oberstleutnant, Abgeordneter der Frankfurter Nationalversammlung 1848/1849
- Ernst Ludwig von Tippelskirch (1774–1840), Generalleutnant
- Ludwig Ernst Philipp von Toll (1775–1851), Generalleutnant, Kommandant der Festung Gaudenz
- Julius von Voß (1768–1832), Schriftsteller
- Emin von Wildenbruch (1842–1893), Oberst, erstes Direktionsmitglied der Kriegsakademie
- Gustav Adolf von Ziegler (1808–1882), Generalmajor, Freimaurer-Ordensmeister

### Nicht erhaltene Grabstätten
- Friedrich von Ammon (1847–1927), Generalleutnant
- Gustav von Arnim (1829–1909), General der Infanterie, Rechtsritter des Johanniterordens
- Gustav von Arnim (1856–1932), Generalleutnant
- Wilhelm Theodor Bahr (1792–1867), Generalmajor
- Karl August von Beulwitz (1736–1799), Generalmajor, Chef des Kadettenkorps
- Friedrich Marschall von Bieberstein (1763–1842), Generalmajor, Kommandant des Berliner Kadettenhauses
- Friedrich Adolf Ludwig von Bismarck (1766–1830), Generalleutnant
- Heinrich Friedrich Philipp von Bockelberg (1802–1857), preußischer Diplomat
- Felix von Borcke (1784–1863), Generalleutnant, Kommandant der Festung Jülich
- Ludwig Friedrich Hans Christoph von Borstell (1759–1846), Generalmajor
- Ernst Johann Sigismund von Boyen (1730–1806), General der Kavallerie
- Heinrich von Brandt (1789–1868), General der Infanterie, Militärschriftsteller
- Wilhelm von Braun (1883–1941), Widerstandskämpfer
- Johann Georg Emil von Brause (1774–1836), Generalmajor
- Hieronymus von Brückner (1730–1806), Generalmajor
- Karl Friedrich von Brüsewitz (1738–1811), Generalleutnant
- Friedrich von Buddenbrock (1781–1867), Generalleutnant
- Karl von Canitz und Dallwitz (1787–1850), Generalleutnant, Jurist, Diplomat, preußischer Außenminister
- Albrecht von Carlowitz (1837–1924), Generalmajor
- Karl Friedrich Chlebus (1790–1862), Generalleutnant
- Dietrich Christoph Gotthold von Cosel (1752–1825), Generalmajor, Kommandant von Graudenz
- Johann Otto Damm (1765–1837), Generalmajor
- Johann Ehrenreich von Dehrmann (1728–1809), Generalmajor
- Christian Karl Dietrich (1774–1848), Generalmajor
- Friedrich von Ehrhardt (1789–1864), Generalmajor
- Heinrich Otto Wilhelm Eltester (1819–1892), Jurist, Präsident des Oberlandesgerichts Marienwerder
- Friedrich Albrecht Gotthilf von Ende (1763–1829), Generalleutnant
- Carl von Fabeck (1788–1870), Generalleutnant
- Karl von Froreich (1790–1867), Generalmajor
- Friedrich von Gayl (1776–1853), Generalmajor
- Levin von Geusau (1734–1808), Generalleutnant, Chef des Generalstabs der preußischen Armee
- Lothar von Gohren (1874–1923), Konteradmiral
- Friedrich Guderian (1858–1914), Generalleutnant, Vater von Heinz Guderian
- Hermann von Guretzky-Cornitz (1828–1892), General der Kavallerie, Gouverneur der Festung Ulm
- Karl von Harder (1787–1857), Generalmajor
- Albert Reinhold Harmes (1800–1859), Generalmajor
- Friedrich Ferdinand Leopold von Heidenreich (1754–1836), Generalmajor
- Wilhelm Hencke (1797–1860), Generalmajor
- Walter Hildebrand (1873–1923), Konteradmiral
- Karl Friedrich von Holleuffer (1804–1895), Generalleutnant
- Eduard von Höpfner (1797–1858), Generalmajor, Militärschriftsteller, Direktor der Allgemeinen Kriegsschule
- Hans von Hülsen (1776–1849), Generalmajor
- Rudolf Gottfried Christian Iffland (1788–1857), Generalmajor
- Robert Ilgner (1801–1891), Generalmajor, Kommandant der Festung Minden
- Kasimir von Ingersleben (1778–1848), Generalmajor
- Kurt Jagow (1890–1945), Archivar, Historiker, Publizist
- Ludwig von Kalckreuth (1771–1847), Generalmajor
- Karl von Kehler (1769–1847), Generalmajor, Kommandant der Festung Erfurt
- Friedrich Ludwig Karl Knackfuß (1772–1842), Generalmajor
- Heinrich von Knobelsdorff (1775–1826), Generalmajor, Inspekteur der Gardekavallerie
- Kurd Gottlob von Knobelsdorff (1735–1807), Generalmajor, Kommandant der Festung Stettin
- Karl Friedrich Köhn von Jaski (1771–1852), Generalleutnant, Kommandant des Berliner Invalidenhauses
- Georg Lorenz von Kowalski (1717–1796), Generalleutnant
- Karl Friedrich Erdmann von Kracht (1776–1856), Generalleutnant
- Wilhelm von Krauseneck (1774–1850), Generalfeldmarschall, Geodät
- Lothar Krüger (1846–1917), Architekt, Baubeamter, Hochschullehrer
- Friedrich von La Roche-Starkenfels (1769–1838), Generalleutnant, Kommandant von Schweidnitz
- August Christoph Heinrich von Legat (1732–1816), Generalmajor
- Johann Christian Wilhelm von Lentken (1737–1808), Generalmajor
- Karl Ferdinand Friedrich von Lützow (1750–1830), Generalmajor
- Leopold von Lützow (1786–1844), Generalleutnant
- Gustav Mehlhausen (1823–1913), Mediziner, Sanitätsoffizier
- Ernst Monhaupt (1775–1835), Generalleutnant
- Johann Friedrich Wilhelm Neander von Petersheiden (1743–1817), Generalmajor, Inspekteur der Artillerie
- Wilhelm von Neindorff (1776–1844), Generalmajor, Inspekteur der Artillerie
- Joachim Friedrich Wilhelm von Oppen (1747–1815), Generalmajor
- Friedrich Leopold Palm (1786–1873), Generalmajor
- Georg von Perbandt (1845–1906), General der Infanterie, Generalinspekteur der Fußartillerie
- Johann Wilhelm Petersen (1814–1865), Generalmajor
- Wilhelm von Pochhammer (1785–1856), Generalleutnant, Pomologe, Schriftsteller
- Karl von Preußer (1783–1853), Generalmajor
- Georg Heinrich von Priem (1794–1870), Generalmajor
- Karl Albrecht Friedrich von Raumer (1729–1806), Generalleutnant
- Karl Friedrich Wilhelm Reichel (1798–1862), Generalmajor
- Heinrich August Friedrich von Reitzenstein (1747–1823), Generalmajor
- Johann Jeremias von Renouard (1742–1810), Generalmajor
- Gottlob von Richthofen (1777–1847), Generalmajor
- Eugen Maximilian von Roeder (1782–1844), Generalleutnant
- Hieronymus Roedlich (1767–1833), Generalmajor
- Wilhelm Heinrich von Rudorff (1741–1832), Generalmajor
- August von Schack (1793–1864), Generalmajor
- Wilhelm Georg von Schack (1751–1827), Generalmajor
- Hermann von Schaetzel (1814–1892), Generalmajor, Direktor der Gewehrfabrik in Spandau
- Friedrich Ernst von Schauroth (1747–1815), Generalmajor
- Theodor Schiemann (1847–1921), Historiker, Archivar, Hochschullehrer, Begründer der Osteuropaforschung in Deutschland
- Max-Friedrich von Schlechtendal (1868–1920), Generalmajor
- Gustav von Schleinitz (1785–1858), Generalmajor
- Gustav Adolf von Schlemüller (1797–1863), Generalleutnant, Generaladjutant von Wilhelm I.
- Wilhelm von Schmeling (1811–1879), Generalleutnant
- Wilhelm Hugo Schmeltzer (1827–1894), Generalleutnant
- Karl von Schmidt (1773–1841), Generalleutnant
- Johann Heinrich Otto von Schmidt (1758–1841), Generalleutnant
- Kurd von Schöning (1789–1859), Generalmajor, Militärschriftsteller
- Walter Schulz (1872–1934), Oberstleutnant
- Sophie von Schwerin (1785–1863), Schriftstellerin
- Georg Dietrich von Sobbe (1747–1823), Generalmajor
- Rudolf von Spankeren (1839–1920), Generalleutnant
- Heinrich Steinhausen (1836–1917), Geistlicher, Schriftsteller
- Anton Christian von Strampff (1754–1822), Generalleutnant, Direktor der Vereinigten Artillerie- und Ingenieurschule
- Otto von Strubberg (1821–1908), General der Infanterie
- Ferdinand von Stülpnagel (1781–1839), Generalleutnant, Direktor im Allgemeinen Kriegsdepartement des preußischen Kriegsministeriums
- Hans von Sydow (1790–1864), Generalmajor
- Georg Friedrich von Tempelhoff (1737–1807), Generalleutnant, Mathematiker, Militärwissenschaftler, Musikschriftsteller, Generalinspekteur aller militärischen Erziehungsanstalten Preußens
- Peter Thielen (1806–1887), Theologe, Feldpropst der preußischen Armee
- Alexander von Treskow (1764–1823), Generalmajor
- Ernst Friedrich von Troschke (1741–1809), Generalmajor
- Woldemar von Trotha (1797–1859), Generalleutnant
- Friedrich Christoph Wilhelm von Unruh (1766–1835), Generalmajor
- Georg Wilhelm von Valentini (1775–1834), Generalleutnant, Militärschriftsteller, Generalinspekteur Militärerziehungs- und Bildungswesens
- Friedrich von Vogel (1775–1846), Generalmajor
- Friedrich Vüllers (1850–1918), Konteradmiral
- Johann Friedrich Weigand (1786–1866), Generalmajor
- Karl Werder (1806–1893), Philosoph, Dichter, Hochschullehrer
- Ernestine von Wildenbruch (1805–1858), Salonnière, Mutter des Schriftstellers Ernst von Wildenbruch
- Ludwig von Wildenbruch (1846–1930), Generalleutnant
- Eduard Wolff (1794–1878), Mediziner, Generalarzt, Hochschullehrer
- Heinrich Christoph Karl Hermann von Wylich und Lottum (1773–1830), Generalleutnant